# مايك مولوي
مايك مولوي (بالإنجليزية: Mike Molloy)‏ هو صحفي وكاتب بريطاني، ولد في 22 ديسمبر 1940.